# Tolox
Tolox – gmina w Hiszpanii, w prowincji Malaga, w Andaluzji, o powierzchni 94,44 km². W 2011 roku gmina liczyła 2317 mieszkańców.